# Abu Kabir
Abu Kabir (arabisch أبو كبير, DMG Abū Kabīr) ist eine Stadt im Nildelta Ägyptens innerhalb des Gouvernement asch-Scharqiyya mit ca. 142.000 Einwohnern.

## Klima
Laut der Klimaklassifikation nach Köppen und Geiger herrscht in Abu Kabir ein heißes Wüstenklima (Bhw). Die jährliche Durchschnittstemperatur beträgt 20,5 Grad Celsius. Jährlich fallen etwa 46 mm Niederschlag.

## Bevölkerungsentwicklung
| Zensusjahr | Einwohnerzahl |
| ---------- | ------------- |
| 1986       | 68.394        |
| 1996       | 85.339        |
| 2006       | 103.175       |
| 2018       | 142.420       |